# Hemipterodes malvina
Hemipterodes malvina là một loài bướm đêm trong họ Geometridae.